# Ochyrocera ibitipoca
Ochyrocera ibitipoca is een spinnensoort uit de familie Ochyroceratidae. De soort komt voor in Brazilië.